# Dendrobazzania griffithiana
Dendrobazzania griffithiana là một loài rêu tản trong họ Lepidoziaceae. Loài này được (Stephani) R.M. Schust. & W.B. Schofield miêu tả khoa học lần đầu tiên năm 1982.